# Daria Déyeva
Daria Serguéyevna Déyeva –en ruso, Дарья Сергеевна Деева– (Nizhni Taguil, URSS, 2 de septiembre de 1990) es una deportista rusa que compitió en natación, especialista en el estilo braza.
Ganó tres medallas de bronce en el Campeonato Europeo de Natación en Piscina Corta, en los años 2009 y 2011.

## Palmarés internacional
| Campeonato Europeo en Piscina Corta | Campeonato Europeo en Piscina Corta | Campeonato Europeo en Piscina Corta | Campeonato Europeo en Piscina Corta |
| Año                                 | Lugar                               | Medalla                             | Prueba                              |
| ----------------------------------- | ----------------------------------- | ----------------------------------- | ----------------------------------- |
| 2009                                | Estambul (Turquía)                  | Medalla de bronce                   | 4 × 50 m estilos                    |
| 2011                                | Szczecin (Polonia)                  | Medalla de bronce                   | 50 m braza                          |
| 2011                                | Szczecin (Polonia)                  | Medalla de bronce                   | 100 m braza                         |